# Torneo Súper 8 2011
El Torneo Súper 8 2011 fue la séptima edición del Torneo Súper 8 y se disputó, por tercera vez, en la ciudad de Mar del Plata, Argentina, del 23 al 26 de noviembre de 2011. 
Todos los partidos fueron disputados en el Polideportivo Islas Malvinas.

## Clasificación
Para determinar los ocho equipos participantes del torneo, siete equipos clasificaron acorde a su récord en la primera etapa de la liga, de modo tal que el Súper 8 reunió a los 3 primeros de la Zona Norte (Regatas de Corrientes, Libertad de Sunchales y Quimsa de Santiago del Estero), los 3 primeros de la Zona Sur (Obras Sanitarias, Estudiantes de Bahía Blanca y Peñarol de Mar del Plata), y al mejor 4° de las dos zonas (Lanús). A ellos se les sumó un equipo invitado por la organización, como es costumbre en este torneo. Como equipo invitado fue designado Quilmes de Mar del Plata, pero la dirigencia de tal club decidió que su equipo no participe del certamen, por lo que el invitado fue Boca Juniors.
| Zona Norte     | PG | PP | Pts |
| -------------- | -- | -- | --- |
| Regatas        | 11 | 3  | 25  |
| Libertad (S)   | 9  | 5  | 23  |
| Quimsa         | 9  | 5  | 23  |
| Sionista       | 7  | 7  | 21  |
| La Unión       | 6  | 8  | 20  |
| Ciclista (LB)  | 5  | 9  | 19  |
| Atenas         | 5  | 9  | 19  |
| San Martín (C) | 4  | 10 | 18  |

| Zona Sur             | PG | PP | Pts |
| -------------------- | -- | -- | --- |
| Obras                | 11 | 3  | 25  |
| Estudiantes (BB)     | 10 | 4  | 24  |
| Peñarol              | 9  | 5  | 23  |
| Lanús                | 7  | 7  | 21  |
| Boca Juniors         | 7  | 7  | 21  |
| Gimnasia (CR)        | 6  | 8  | 20  |
| 9 de julio (Río III) | 4  | 10 | 18  |
| Quilmes              | 2  | 12 | 16  |

|  |                                                |
|  | Clasificados por tener mejor record.           |
|  | Clasificado por invitación de la organización. |

## Desarrollo del torneo
|  | Cuartos de final     | Cuartos de final     |         |          | Semifinales     | Semifinales     |  |          | Final           | Final           |  |
|  | 23 y 24 de diciembre | 23 y 24 de diciembre |         |          | 25 de diciembre | 25 de diciembre |  |          | 26 de diciembre | 26 de diciembre |  |
|  |                      |                      |         |          |                 |                 |  |          |                 |                 |  |
|  |                      |                      |         |          |                 |                 |  |          |                 |                 |  |
|  | Libertad             | 72                   |         |          |                 |                 |  |          |                 |                 |  |
|  | Libertad             | 72                   |         |          |                 |                 |  |          |                 |                 |  |
|  | Quimsa               | 66                   |         |          |                 |                 |  |          |                 |                 |  |
|  | Quimsa               | 66                   |         | Libertad | 85              |                 |  |          |                 |                 |  |
|  |                      |                      |         | Libertad | 85              |                 |  |          |                 |                 |  |
|  |                      |                      | Regatas | 68       |                 |                 |  |          |                 |                 |  |
|  | Regatas              | 85                   | Regatas | 68       |                 |                 |  |          |                 |                 |  |
|  | Regatas              | 85                   |         |          |                 |                 |  |          |                 |                 |  |
|  | Boca Juniors         | 74                   |         |          |                 |                 |  |          |                 |                 |  |
|  | Boca Juniors         | 74                   |         |          |                 |                 |  | Libertad | 75              |                 |  |
|  |                      |                      |         |          |                 |                 |  | Libertad | 75              |                 |  |
|  |                      |                      | Peñarol | 78       |                 |                 |  |          |                 |                 |  |
|  | Obras                | 80                   | Peñarol | 78       |                 |                 |  |          |                 |                 |  |
|  | Obras                | 80                   |         |          |                 |                 |  |          |                 |                 |  |
|  | Lanús                | 77                   |         |          |                 |                 |  |          |                 |                 |  |
|  | Lanús                | 77                   |         | Obras    | 81              |                 |  |          |                 |                 |  |
|  |                      |                      |         | Obras    | 81              |                 |  |          |                 |                 |  |
|  |                      |                      | Peñarol | 83       |                 |                 |  |          |                 |                 |  |
|  | Peñarol              | 75                   | Peñarol | 83       |                 |                 |  |          |                 |                 |  |
|  | Peñarol              | 75                   |         |          |                 |                 |  |          |                 |                 |  |
|  | Estudiantes (BB)     | 74                   |         |          |                 |                 |  |          |                 |                 |  |
|  | Estudiantes (BB)     | 74                   |         |          |                 |                 |  |          |                 |                 |  |
|  |                      |                      |         |          |                 |                 |  |          |                 |                 |  |

Cuartos de final
| 23 de noviembre | Libertad                              | 72–66                                 | Quimsa                                | |  |
| 20.00           | Parciales: 13-13, 21-13, 14-24, 24-22 | Parciales: 13-13, 21-13, 14-24, 24-22 | Parciales: 13-13, 21-13, 14-24, 24-22 | |  |
|                 | Estadísticas Robert Battle (19)       | boxscore Pts                          | Estadísticas Diego Lo Grippo (17)     | Pabellón: Polideportivo Islas Malvinas Mar del Plata Árbitros: Estevez - Sampietro - Rodrigo Televisión: . |  |

| 23 de noviembre | Peñarol                              | 75–74                                | Estudiantes                            | |  |
| 22.00           | Parciales: 22-8, 15-23, 16-22, 22-21 | Parciales: 22-8, 15-23, 16-22, 22-21 | Parciales: 22-8, 15-23, 16-22, 22-21   | |  |
|                 | Estadísticas Andrés Nocioni (24)     | boxscore Pts                         | Estadísticas Juan Ignacio Sánchez (24) | Pabellón: Polideportivo Islas Malvinas Mar del Plata Árbitros: Chiti - Rougier - Fernandez Televisión: TyC Sports |  |

| 24 de noviembre | Obras                                 | 80–77                                 | Lanús                                  | |  |
| 20.00           | Parciales: 18-12, 19-17, 11-26, 32-22 | Parciales: 18-12, 19-17, 11-26, 32-22 | Parciales: 18-12, 19-17, 11-26, 32-22  | |  |
|                 | Estadísticas Tyler Field (22)         | boxscore Pts                          | Estadísticas Nicolás Laprovittola (16) | Pabellón: Polideportivo Islas Malvinas Mar del Plata Árbitros: Chiti - Sampietro - Fernandez Televisión: . |  |

| 24 de noviembre | Regatas                               | 85–74                                 | Boca Jrs.                             | |  |
| 22.00           | Parciales: 18-21, 23-20, 23-20, 21-13 | Parciales: 18-21, 23-20, 23-20, 21-13 | Parciales: 18-21, 23-20, 23-20, 21-13 | |  |
|                 | Estadísticas Paolo Quinteros (24)     | boxscore Pts                          | Estadísticas William Graves (24)      | Pabellón: Polideportivo Islas Malvinas Mar del Plata Árbitros: Estévez - Rougier - Rodrigo Televisión: TyC Sports |  |

Semifinales
| 25 de noviembre | Libertad                                                       | 85–68                                 | Regatas                                                | |  |
| 20.00           | Parciales: 18-16, 20-16, 29-17, 18-19                          | Parciales: 18-16, 20-16, 29-17, 18-19 | Parciales: 18-16, 20-16, 29-17, 18-19                  | |  |
|                 | Estadísticas Juan Fernández Chávez (17) Alejandro Aloatti (16) | boxscore Pts                          | Estadísticas Javier Martínez (13) Paolo Quinteros (11) | Pabellón: Polideportivo Islas Malvinas Mar del Plata Árbitros: Chiti - Rodrigo - Fernández Televisión: . |  |

| 25 de noviembre | Obras                                                | 81–83                                 | Peñarol                                                  | |  |
| 22.00           | Parciales: 26-28, 16-20, 22-20, 17-15                | Parciales: 26-28, 16-20, 22-20, 17-15 | Parciales: 26-28, 16-20, 22-20, 17-15                    | |  |
|                 | Estadísticas Dartona Washam (27) Martín Osimani (14) | boxscore Pts                          | Estadísticas Leonardo Gutiérrez (24) Andrés Nocioni (14) | Pabellón: Polideportivo Islas Malvinas Mar del Plata Árbitros: Estévez - Sampietro - Rougier Televisión: TyC Sports |  |

Final
| 26 de noviembre | Libertad                                                                                          | 75–78                                | Peñarol                                                                                             | |  |
| 22.00           | Parciales: 28-21, 9-18, 11-19, 27-20                                                              | Parciales: 28-21, 9-18, 11-19, 27-20 | Parciales: 28-21, 9-18, 11-19, 27-20                                                                | |  |
|                 | Estadísticas Jonathan Treise (20) Jermaine Bucknor (14) Jermaine Bucknor (10) Jonathan Treise (5) | boxscore Pts Reb Asts                | Estadísticas Facundo Campazzo (18) Leonardo Gutiérrez (16) Andrés Nocioni (12) Facundo Campazzo (9) | Pabellón: Polideportivo Islas Malvinas Mar del Plata Árbitros: Estévez - Chiti - Rodrigo Televisión: TyC Sports |  |

## Plantel Campeón
El plantel campeón estuvo integrado por los siguientes jugadores:
- Facundo Campazzo (Elegido por la organización como MVP del certamen)
- Mariano Castets
- Selem Safar
- Derrick Roland
- Andrés Nocioni
- Marcos Mata
- Leonardo Gutiérrez
- Pablo Barrios
- Martín Leiva